# Karel Bendl
Karel Bendl, pseudonym Podskalský (16. dubna 1838 Praha-Nové Město – 20. září 1897 Bubeneč) byl český skladatel a sbormistr.

## Život
Karel Bendl se původně vyučil rukavičkářem. Řemeslu se však nikdy nevěnoval. Vystudoval pražskou varhanickou školu v roce 1858 a stal se učitelem hudby. Působil rovněž v Umělecké besedě a v pěveckém sdružení Hlahol pražský. V roce 1864 se stal 2. kapelníkem německé opery v Bruselu a o rok později sbormistrem německé opery v Amsterodamu. Krátce působil rovněž v Paříži.
Po návratu do Čech se stal sbormistrem pražského Hlaholu. Původně pouze mužský sbor rozšířil na velký smíšený sbor a proslul zejména uváděním velkých romantických skladeb. V letech 1874–1875 byl i druhým dirigentem Prozatímního divadla. Byl důvěrným přítelem Antonína Dvořáka. Podporoval jej v jeho těžkých začátcích a později v době Dvořákovy cesty po Spojených státech jej zastupoval na konzervatoři jako učitel skladby. Od 3. července 1890 byl řádným členem České akademie věd a umění.
Vedle Bedřicha Smetany a Antonína Dvořáka byl Bendl nejoblíbenějším českým skladatelem druhé poloviny 19. století. Jeho opera Leila se stala hned po Prodané nevěstě druhou českou operou vydanou tiskem. Bendlova tvorba nese znaky mírně sentimentálního romantismu (velmi obdivoval zejména F. Mendelsohna-Bartholdy). Často komponoval díla na typicky vlastenecké náměty (např. opery Černohorci, Dítě Tábora, Švanda dudák, či balet Česká svatba). Dnes jsou jeho orchestrální a operní díla prakticky zcela zapomenuta. Živá je však Bendlova sborová tvorba a to nejen pro jeho zásluhy o rozvoj sborového zpěvu v Čechách, ale i pro nesporné hudební kvality.

### Rodinný život
Byl ženat s Marií, rozenou Mráčkovou (1850–??), jejich syn Karel (1871–1871) předčasně zemřel. Manželství bylo rozvedeno od stolu a lože v roce 1878.

### Památka
V Bubenči v Praze má pomník na rohu ulic Pelléovy a Pod kaštany od Stanislava Suchardy. V letech 1900–1920 po něm byla v Bubenči také pojmenována ulice, dnešní Maďarská, další Bendlova ulice byla na Žižkově (dnešní Ševčíkova). Nyní je Bendlova ulice v České Lípě; název získala v roce 1945.

## Dílo

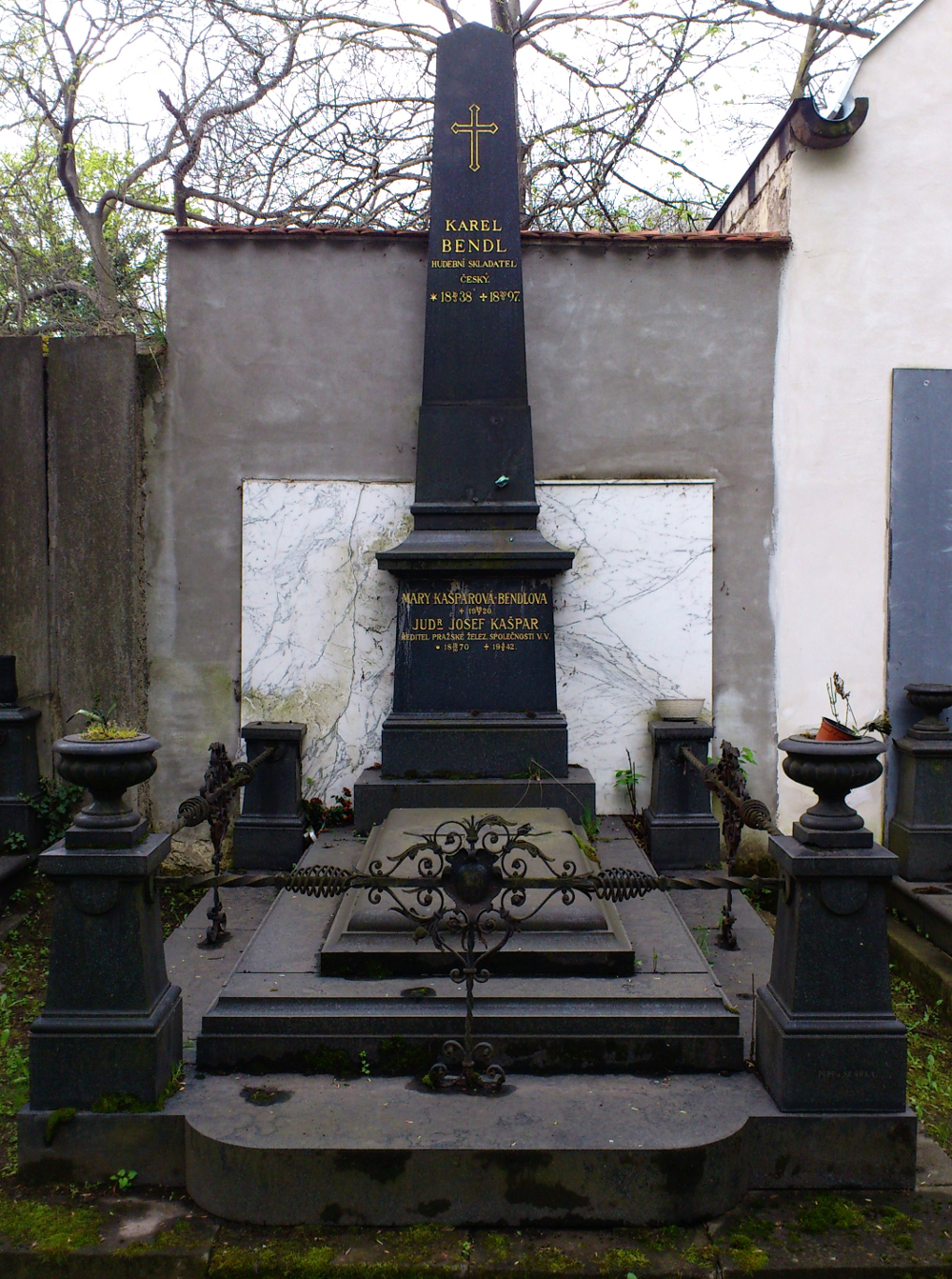
Hrob Karla Bendla na Olšanském hřbitově

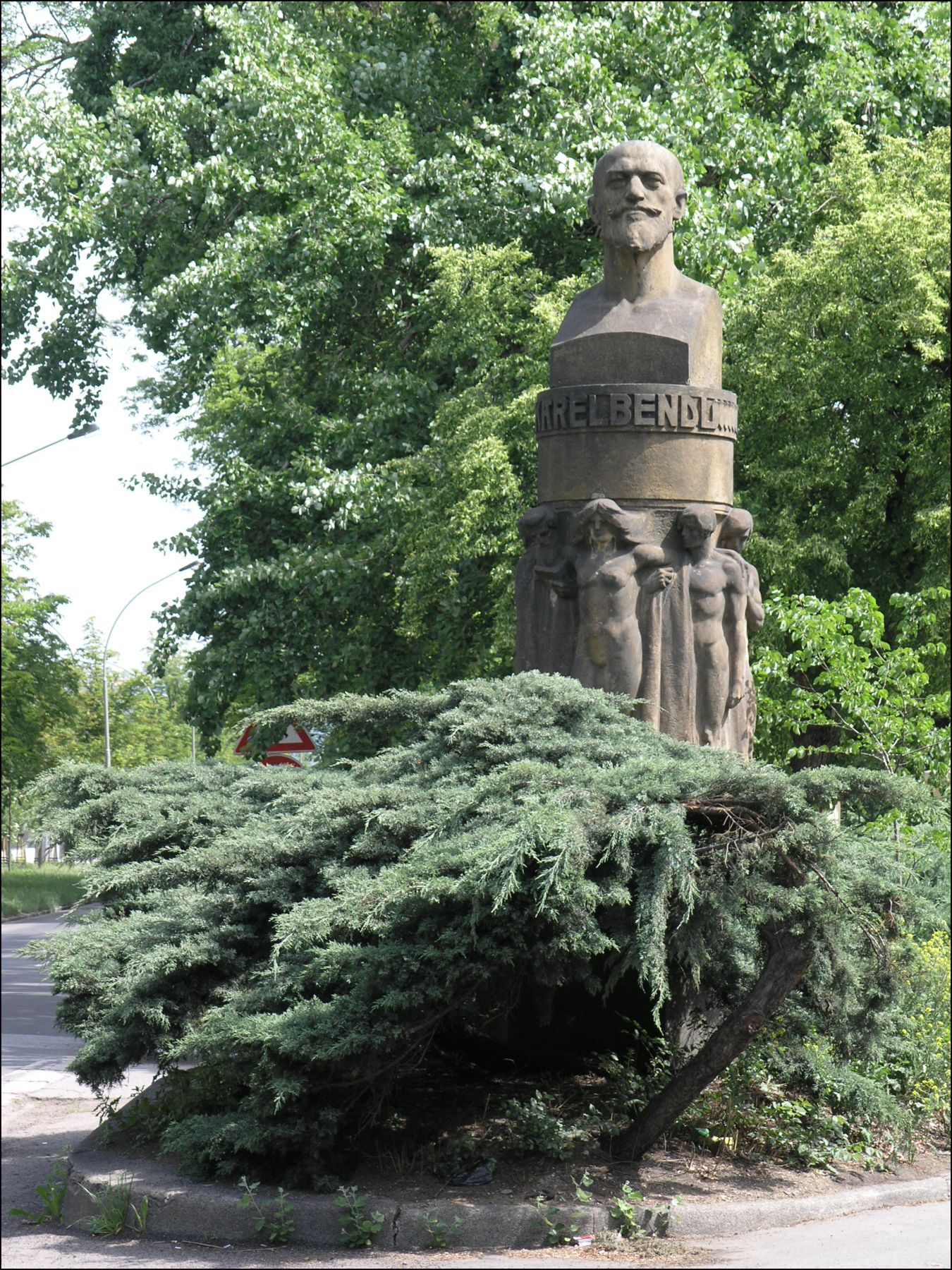
Pomník Karla Bendla v Praze-Bubenči

### Orchestrální skladby
- Tarantella, (1881)
- Jihoslovanská rhapsodie (1881)
- Slavnostní pochod k otevření Národního divadla (1881)
- Polonéza, (1882)
- Dithyramb, (1887)
- Capriccio (1887)
- 6 sousedských, (1889)
- Ouvertura

dalších cca 30 drobných skladeb.

### Písně
- 6 písní z Rukopisu královédvorského (1875)
- Cigánské melodie (slova Adolfa Heyduka, 1881)
- Cypřiše (slova Gustav Pfleger Moravský, 1882)
- Písně v národním tónu (1882)
- Dětské písně, (1880)
- Květy lásky, (1883)
- Za šera (slova Vítězslav Hálek, 1884)
- Skřivánčí písně (slova Josef Václav Sládek, 1886)
- 12 milostných písní, (1891)
- Album písní (10 sešitů)
- Slavín (4 sešity úprav lidových písní slovanských národů)
- 10 dvojzpěvů pro soprán a alt
- Patero dvojzpěvů pro ženské hlasy (slova Vítězslav Hálek)
- V přírodě (12 dvojzpěvů na slova Vítězslava Hálka)

### Sbory
Celkem zkomponoval na 300 sborů. Mezi nimi např.:
- Umírající husita (1869)
- Kališníci (1870)
- Smrt Prokopa Velikého (1871)
- Po bitvě na Bílé hoře (1872)
- Ebrejská elegie (1874)
- 6 zpěvů na slova Hálkova (1871)
- Zlatá hodinka (1881)
- Obžínky (1887)

Úplný soupis je součástí diplomové práce J. Mikeše: Sbory Karla Bendla (Universita Karlova, 1957).

### Kantáty
- Švanda dudák – Jaroslav Vrchlický (1881)
- Štědrý den – Karel Jaromír Erben (1885)

### Opery
- Lejla – Eliška Krásnohorská, (1867)
- Břetislav – Eliška Krásnohorská, (1869)
- Starý ženich – Karel Sabina, (1871)
- Čarovný květ – Eduard Rüffer, (1876)
- Černohorci – Josef Otakar Veselý, (1881)
- Gina – G. J. Cimino, (1884)
- Karel Škréta – Eliška Krásnohorská, (1883)
- Dítě Tábora – Eliška Krásnohorská, (1886)
- Máti Míla – Alex Delmar, Václav Juda Novotný, (1893)
- Švanda dudák – přepracovaná kantáta, (1896)
- Žena Vršovcova – fragment, Eliška Krásnohorská (1874)

### Balet
- Česká svatba (scénář Václav Juda Novotný, 1894)

### Opereta
- Indická princezna (libreto Antonín Pulda, 1877)